# Soy Venezuela
La alianza Soy Venezuela (SV) es una formación política venezolana conformada por diversos movimientos políticos y sociales opositores a Nicolás Maduro  y a la denominada Revolución bolivariana. Se constituyó a finales de 2017 tras diferencias político-estratégicas con la coalición electoral Mesa de la Unidad Democrática, la cual había ejercido de facto el liderazgo opositor hasta el establecimiento de la extinta Asamblea Nacional Constituyente, compuesta en su totalidad por el gobernante Partido Socialista Unido de Venezuela y sus aliados del Gran Polo Patriótico. La conforman partidos políticos, además de movimientos cívicos y dirigentes en forma independiente provenientes de otras organizaciones.

## Partidos y movimientos integrantes
La alianza está conformada por las siguientes organizaciones:
| Partido o movimiento     | Ideología            | Fundación |
| ------------------------ | -------------------- | --------- |
| Vente Venezuela          | Liberalismo          | 2012      |
| Alianza Bravo Pueblo     | Socialdemocracia     | 2000      |
| Convergencia             | Democracia cristiana | 1993      |
| Gente Emergente          | Humanismo cristiano  | 1991      |
| Generación Independiente | Liberalismo          | 2015      |
| Movimiento Libertario    | Libertarismo         | 2015      |
| Va Pa' Lante             | Progresismo          | 2012      |